# Hypselodoris bennetti
Hypselodoris bennetti (Angas, 1864) è un mollusco nudibranchio della famiglia Chromodorididae.

## Biologia
Si nutre di spugne del genere Psammocinia (Irciniidae).